# Chenal du Four
Pour les articles homonymes, voir Chenal.
Le chenal du Four est une passe de l'Iroise située entre la Pointe Saint-Mathieu et l'Île de Béniguet. Balisé par les phares de Saint-Mathieu et Kermorvan, la navigation y est réglementée par un arrêté de la préfecture maritime de l'Atlantique. Les limites nord et sud du chenal sont respectivement le phare du Four et la tourelle des Vieux Moines près de la Pointe Saint-Mathieu.